# Anne Hyde
Anne Hyde (12. marts 1637 – 31. marts 1671) var hertuginde af York og Albany som den første hustru til Jakob, hertug af York (senere Kong Jakob 2.).
Anne var datter af en borgerlig, Edward Hyde (senere gjort til jarl af Clarendon), og mødte sin fremtidige mand, da de begge opholdt sig i eksil i Holland. Hun blev gift med Jakob i 1660 og to måneder senere fødtes parrets første barn, der var blevet undfanget uden for ægteskab. Nogle observatører misbilligede ægteskabet, men Jakob bror Kong Karl 2. af England ønskede, at ægteskabet skulle finde sted. En anden årsag til misbilligelsen var den åbne kærlighed, som Jakob viste Anne, såsom at kysse og læne sig mod hinanden, hvilket blev betragtet som ukorrekt opførsel fra en mand til sin hustru i det syttende århundrede. Jakob og Anne fik otte børn, men seks døde tidligt i barndommen. De to, der overlevede til voksen alder, var fremtidige monarker, Maria 2. og Anne. Jakob var en kendt skørtejæger, der havde mange elskerinder, som Anne ofte bebrejdede ham for, og var far til mange uægte børn.
Anne, der oprindeligt havde været anglikaner , konverterede til katolicismen kort efter sit ægteskab med Jakob. Hun var blevet eksponeret til katolicismen under besøg i Holland og Frankrig og blev stærkt tiltrukket af denne. Delvis på grund af Annes indflydelse konverterede Jakob senere også til katolicismen, hvilket i sidste ende ville føre til Den glorværdige revolution. Hun led af fremskreden brystkræft og døde kort efter fødslen af sit sidste barn.

## Tidlige år (1637–60)
I 1629 giftede Edward Hyde sig med sin første hustru, Anne Ayliffe af Grittenham. Seks måneder ind i ægteskabet blev Anne smittet med kopper, aborterede og døde. Tre år senere giftede Hyde sig med Frances Aylesbury. I 1637 blev Anne, parrets ældste datter, født i Cranbourne Lodge i Windsor.  Næsten intet andet end at hun blev opkaldt efter Edward Hydes første hustru er kendt i hendes liv før 1649, da hendes familie flygtede til Holland efter henrettelsen af den afsatte Kong Karl 1. De bosatte sig i Breda, hvor de blev tilbudt et hjem af Maria, prinsesse of Oranien, som havde gjort det samme for mange engelske flygtninge. Prinsessen udnævnte Anne til hofdame, tilsyneladende imod ønsker fra hendes mor og afdøde far.
Anne blev en almen favorit blandt de mennesker, hun mødte enten i Haag eller på prinsessen af Oraniens landsted i Teylingen. Hun var meget attraktiv og stilfuld og tiltrak mange mænd. En af de første mænd, der blev forelsket i Anne, var Spencer Compton, en søn af jarlen fra Northampton.  Anne blev imidlertid hurtigt forelsket i Henry Jermyn. 1. baron Dover, der besvarede hendes følelser. Anne afviste Jermyn lige så snart, hun havde mødt Jakob, hertug af York, søn af den afsatte konge. Den 24. november 1659, to eller tre år efter at hun mødt ham første gang, lovede Jakob, at han ville gifte sig med Anne. Karl, Jakobs bror, tvang ham modvilligt til i dette og sagde, at hendes stærke karakter ville have en positiv indflydelse på hans viljesvage bror.

## Hertuginde af York (1660–71)

### Ægteskab
Anne var synligt gravid, og parret var forpligtet til at gifte sig. De afholdt en officiel, men privat ægteskabsceremoni i London den 3. september 1660, efter monarkiets restauration. Brylluppet fandt sted mellem 11 om aftenen og 2 om morgenen i Worcester House, hendes fars hus på Strand, og blev hyldet af Dr. Joseph Crowther, Jakobs præst. Den franske ambassadør beskrev Anne som at besiddende "mod, kløgt og energi næsten værd som en konges blod". Parrets første barn Karl blev født i oktober samme år, men døde syv måneder senere. Syv børn fulgte: Maria (1662–1694), Jakob (1663–1667), Anne (1665–1714), Karl (1666–1667), Edgar (1667–1671), Henrietta (1669–1669) og Katarina (1671 -1671). Alle deres sønner og to af deres døtre døde tidligt i barndommen.
Selv et godt stykke inde i deres ægteskab misbilligede nogle observatører prinsens beslutning, uanset hvad han havde lovet på forhånd. Samuel Pepys sagde om ægteskabet: "...  at hertugen af Yorks ægteskab med hende har ødelagt kongeriget ved at hæve Kansleren (Edward Hyde) alt for højt op, som ellers ville have været en almindelig mand, som andre mennesker ville have taget sig af  ..." Efter Annes død forsøgte det kongelige hoffet at finde en ny hustru til Jakob, men denne nye hustru måtte under ingen omstændigheder være af ringe æt. Så god far som Pepys skildrede Jakob til at være, sagde han underligt nok, at Anne og Jakob ikke blev påvirket af deres førstefødte søns død. Pepys beskrev også Anne som "ikke bare den stolteste kvinde i verden, men den dyreste." Selv i sindet hos Annes nevø, Vilhelm 3. af Oranien, og hos hendes mands kusine, Sofia af Hannover, forblev stigmatiseringen af Hydes ringe æt.

### Livet i hjemmet
Anne oplevede problemer i sit gifte liv. Hun var ikke meget vellidt ved hoffet og Jakob hyggede sig sammen med yngre elskerinder som Arabella Churchill (John Churchills søster), hvis mange uægte børn,herunder to født i løbet af Annes liv, han var far. Således blev han kaldt "den mest ubevogste skørtejæger i sin tid." Anne var ikke uvidende om dette: Pepys skrev, at hun var jaloux og skændte på Jakob, men han skrev også, at Anne og Jakob var berygtede for at have vist deres kærlighed offentligt, kysse og læne sig mod hinanden. Pepys skrev også, at da Jakob blev forelsket i Lady Chesterfield, klagede Anne så meget til Kong Karl, at Lady Chesterfield måtte trække sig tilbage ud på landet, hvor hun blev, indtil hun døde.
Anne blev tiltrukket af katolicismen, som både hun og Jakob var blevet eksponeret for i deres udenlandske tid og konverterede til den næsten umiddelbart efter restaurationen. John Callow mener, at Anne "havde den største enkeltindflydelse på hans tanker." Jakob konverterede også til katolicismen otte eller ni år efter Anne, men han deltog stadig i anglikanske gudstjenester indtil 1676. Jakob foretrak at forbinde sig med protestantiske personer, såsom John Churchill, hvis hustru senere blev en meget nær ven af Annes yngste overlevende datter Lady Anne. Kong Karl modsatte på det tidspunkt katolicismen og insisterede på, at Jakobs børn skulle opdrages i den anglikanske tro, skønt han konverterede til katolicisme på sit dødsleje. Jakobs og Annes overlevende døtre blev opdraget som anglikanere.

### Død og arv
Anne var syg i 15 måneder efter fødslen af sin yngste søn Edgar. Hun fødte Henrietta i 1669 og Katarina i 1671. Anne kom sig aldrig efter Katarinas fødsel. Syg med brystkræft, døde hun den 31. marts 1671. På sit dødsleje forsøgte hendes to brødre Henry og Laurence at bringe en anglikansk præst ind for at give hende nadveren, men Anne nægtede, og hun modtog viaticum fra den katolske kirke. To dage efter hendes død blev hendes balsamiserede lig begravet i valvet af Marie Stuarts gravhvælving, i Westminster Abbeys Henrik 7.'s kapel. I juni 1671 døde Annes eneste overlevende søn Edgar af naturlige årsager, efterfulgt af Katarina i december, hvilket efterlod Maria og Anne som hertugen af Yorks arvinger.
Efter Anne Hydes død blev et portræt af hende malet af Willem Wissing bestilt af den fremtidige Maria 2.. Dette plejede at hænge over døren til dronningens tegnestue i havehuset på Windsor Castle. To år efter sin første hustrus død giftede Jakob sig med en katolsk prinsesse, Maria af Modena, som fødte Jakob Frans Edvard, Jakob eneste søn, der overlevede til voksenalderen. Jakob blev konge af England, Irland og Kongeriget Skotland i 1685, men blev afsat i forbindelse med Den glorværdige revolution i 1688. Tronen blev derefter tilbudt af Parlamentet til Annes ældste datter Maria og hendes mand Vilhelm 3. af Oranien. Efter at Maria døde i 1694 og Vilhelm i 1702, blev Anne Hydes eneste overlevende barn Anne dronning af de tre kongeriger og i 1707 den første suveræne af Det Forenede Kongerige Storbritannien.

## Børn
| Navn                                              | Fødsel             | Død               | Noter |
| ------------------------------------------------- | ------------------ | ----------------- | --- |
| Karl, hertug af Cambridge                         | 22. oktober 1660   | 5. maj 1661       | Født to måneder efter hans forældres lovlige ægteskab, døde i en alder af syv måneder af kopper.                                                                              |
| Maria 2., Dronning af England, Skotland og Irland | 30. april 1662     | 28. december 1694 | Gift med hendes fætter Vilhelm 3., Prins af Oranien, i 1677. Hun og hendes mand besteg tronen i 1689 efter afsættelsen af hendes far. Ingen overlevende børn.                 |
| Jakob, hertug af Cambridge                        | 12. juli 1663      | 20. juni 1667     | Døde af pest. |
| Anne, Dronning af Storbritannien                  | 6. februar 1665    | 1. august 1714    | Gift med Prins Jørgen af Danmark i 1683. Efterfulgte sin svoger og søster i 1702. Første Dronning af Storbritannien i henhold til Unionakten af 1707. Ingen overlevende børn. |
| Karl, hertug af Kendal                            | 4. juli 1666       | 22. maj 1667      | Døde af krampeanfald. |
| Edgar, hertug af Cambridge                        | 14. september 1667 | 8. juni 1671      | Døde i tidlig barndom. |
| Henrietta                                         | 13. januar 1669    | 15. november 1669 | Døde som spæd. |
| Katarina                                          | 9. februar 1671    | 5. december 1671  | Døde som spæd. |

## På film og tv
- I mini-serien fra 2003, Charles II: The Power and The Passion (eller The Last King), blev Anne Hyde spillet af Tabitha Wady.[51]

## Eksterne links
- Anne Hyde, hertuginde af York på National Portrait Gallery, London